# Robert Ware
Ne pas confondre avec Robert Bruce Ware (en).
Pour les articles homonymes, voir Ware.
Robert Ware, né le 23 octobre 1639, et mort le 16 avril 1697, est un historien et faussaire de documents historiques, qu'il applique aux polémiques protestantes.

## Biographie
Robert Ware, né à Dublin, est le fils de l'historien Sir James Ware.  On ne sait rien de son éducation et il est probablement formé par son père à Londres. À la mort de son père, en 1666, il hérite d'une importante collection de manuscrits historiques qu'il vend en 1686 à Henry Hyde, 2e comte de Clarendon. Pendant que les manuscrits sont en sa possession, il y ajoute un grand nombre de documents fabriqués. Cela le met en désaccord avec les intérêts de l'Église catholique en Irlande, et il est part en exil en Angleterre sous le règne du roi Jacques II. 
Le 24 décembre 1666, Robert épouse Elizabeth, fille de son cousin Sir Henry Piers, 1er baronnet. Il meurt en 1697 (1696 dans le old style), il laisse un fils. 
Les documents inventés par Ware ont induit en erreur les historiens de la Réforme protestante pendant des siècles; Thomas Edward Bridgett l'a finalement démontré en 1890, mais ce n'est qu'au XXe siècle que les historiens ont pu comprendre les conséquences de ses découvertes.